# Galattoside O-acetiltransferasi
La galattoside O-acetiltransferasi è un enzima appartenente alla classe delle transferasi, che catalizza la seguente reazione:
acetil-CoA + un β-D-galattoside ⇄ CoA + un 6-acetil-β-D-galattoside
L'enzima agisce sul tiogalattoside e sul fenilgalattoside.